# Al-Wasl Sports Club 2021-2022
Questa voce raccoglie le informazioni riguardanti l'Al-Wasl Sports Club nelle competizioni ufficiali della stagione 2021-2022.

## Rosa Ufficiale
Lista dei giocatori per la UAE Arabian Gulf League 2021-22.
| N. |                                | Ruolo | Calciatore          |
| -- | ------------------------------ | ----- | ------------------- |
| 1  | Emirati Arabi Uniti (bandiera) | P     | Ibrahim Essa        |
| 2  | Emirati Arabi Uniti (bandiera) | D     | Abdurahman Ali      |
| 3  | Emirati Arabi Uniti (bandiera) | D     | Yousif Al-Mheiri    |
| 4  | Nigeria (bandiera)             | D     | Abdulazeez Owolabi  |
| 5  | Emirati Arabi Uniti (bandiera) | C     | Ali Salmeen         |
| 6  | Emirati Arabi Uniti (bandiera) | C     | Mohamed Surour      |
| 7  | Emirati Arabi Uniti (bandiera) | A     | Ali Saleh           |
| 8  | Brasile (bandiera)             | C     | Ramiro              |
| 9  | Emirati Arabi Uniti (bandiera) | C     | Haboush Saleh       |
| 10 | Emirati Arabi Uniti (bandiera) | C     | Fábio Lima          |
| 11 | Uruguay (bandiera)             | C     | Michel Araújo       |
| 12 | Emirati Arabi Uniti (bandiera) | D     | Abdulrahman Saleh   |
| 14 | Emirati Arabi Uniti (bandiera) | D     | Saif Al-Sowaidi     |
| 15 | Brasile (bandiera)             | D     | Nathan Felipe       |
| 17 | Emirati Arabi Uniti (bandiera) | P     | Humaid Al-Najar     |
| 18 | Emirati Arabi Uniti (bandiera) | C     | Mohammad Ali Kaidi  |
| 19 | Brasile (bandiera)             | A     | Gilberto            |
| 20 | Emirati Arabi Uniti (bandiera) | C     | Mohamed Abdulrahman |

| N. |                                | Ruolo | Calciatore            |
| -- | ------------------------------ | ----- | --------------------- |
| 21 | Emirati Arabi Uniti (bandiera) | C     | Hassan Ibrahim        |
| 22 | Emirati Arabi Uniti (bandiera) | P     | Mubarak Tareq         |
| 23 | Emirati Arabi Uniti (bandiera) | A     | Yousef Ahmed          |
| 24 | Emirati Arabi Uniti (bandiera) | C     | Hamad Al-Balochi      |
| 26 | Emirati Arabi Uniti (bandiera) | D     | Mohammed Sabeel       |
| 27 | Emirati Arabi Uniti (bandiera) | C     | Nasser Mahmoud Noor   |
| 29 | Emirati Arabi Uniti (bandiera) | A     | Mohamed Al-Akbari     |
| 30 | Brasile (bandiera)             | C     | Jeferson Douglas      |
| 32 | Emirati Arabi Uniti (bandiera) | P     | Mohamed Qayoudhi      |
| 34 | Brasile (bandiera)             | D     | Adryelson             |
| 40 | Ghana (bandiera)               | D     | George Dwubeng        |
| 41 | Emirati Arabi Uniti (bandiera) | P     | Abdulla Anwar         |
| 44 | Emirati Arabi Uniti (bandiera) | D     | Salem Al-Azizi        |
| 45 | Emirati Arabi Uniti (bandiera) | D     | Ali Ibrahim           |
| 46 | Emirati Arabi Uniti (bandiera) | C     | Khamis Nasser         |
| 49 | Oman (bandiera)                | D     | Abdullah Khamis       |
| 60 | Emirati Arabi Uniti (bandiera) | C     | Ghanem Ahmad          |
| 85 | Serbia (bandiera)              | D     | Aleksandar Vasiljević |
| 90 | Comore (bandiera)              | A     | Waleed Al-Hammadi     |